# Venusia salienta
Venusia salienta là một loài bướm đêm trong họ Geometridae.